# اچ‌دی ۱۶۸۷۴۶
اچ‌دی ۱۶۸۷۴۶ یک ستاره است که در صورت فلکی مار قرار دارد.